# Políptico da Santa Cruz (Barcelona)
O Políptico da Santa Cruz é um conjunto de oito pinturas pintadas entre 1525 e 1530 pelo pintor português renascentista Pedro Nunes que desenvolveu actividade em Barcelona, pinturas que se destinaram a decorar, e ainda ali permanecem, a Capela de S. Félix na Igreja dos Santos Justo e Pastor, em Barcelona.
O Políptico da Santa Cruz, obra magnífica de Pedro Nunes, e  o Retábulo de que faz parte, é um caso excepcional porque é o único daquela época que está conservado integralmente, tanto a estrutura arquitectónica como as pinturas, e porque permanece na sua localização original.:214

## Descrição
O Políptico é composto por três fiadas verticais de pinturas tendo três painéis dos dois lados e uma fiada central com dois painéis de maiores dimensões.
O ciclo iconográfico representado consiste, de cima para baixo e começando do lado esquerdo, a Anunciação, a Natividade e a Epifania. No lado direito estão o Calvário o Santo Sepultamento e a Ressurreição. Ao centro, existem apenas dois painéis, de maiores dimensões do que os laterais representando, ao alto, a Crucificação  e, em baixo, a Lamentação. Originalmente, o banco, ou predela, era constituída por um único painel que foi modificado quando se colocou o Santo Sepulcro que existe actualmente.:253
Numa visita pastoral em 1549, é registada uma predela mais desenvolvida do que a existente actualmente, com as imagens de S. Tiago, S. Catarina, S. Félix, S. Zacarias e S. João Baptista, não existindo na actualidade as imagens de S. Tiago e S. João Baptista. Como era corrente noutros retábulos da época, nas portas estão representados S. Pedro, do lado do Evangelho, e S. Paulo, do lado da Epístola.

## História
O cavaleiro Joan Jaume de Requesens pretendia erigir um retábulo na Capela de S. Félix que ostentasse as suas armas e também o direito de ali ser sepultado, mas pelos direitos senhoriais que sobre ela tinha a Cidade, era necessário obter a autorização dos Conselheiros. Esta é-lhe concedida em 29 de novembro 1525, sob duas condições: que o retábulo tivesse pintada a imagem de S. Félix e o altar servisse perpetuamente para os jurados de testamentos sacramentais prestarem juramento.
Em 10 de janeiro de 1526 Joan de Bruxelas assinou um contrato com Joan Jaume de Requesens para construir um retábulo dedicado à Santa Cruz, destinado à capela que ainda existe de São Felix da igreja paroquial de São Justo e Pastor de Barcelona. Infelizmente, perdeu-se o contrato e desconhecem-se os detalhes dos seus artigos.
Em 7 de junho 1528, Pedro Nunes assinou com Joan Jaume de Requesens as condições referentes à pintura do retábulo. Embora estas condições também se desconheçam, num documento posterior, de 29 de agosto 1528, elaborado com o objetivo de introduzir algumas alterações ao acordado em junho, afirma-se "que os pilares e as chaves e tubos e os pináculos ou lanternas e toda a obra entalhada", incluindo as palas e os escudos de armas da família Requesens se haviam de pintar aplicando tinta de ouro. Além disso, Pedro Nunes também se comprometeu a fazer dourar os elementos estruturais e arquitectónicos a Gabriel Alemany.
Porém, Pedro Nunes e Gabriel Alemany não chegam a acordo sobre o valor do trabalho de douramento da estrutura do retábulo e em consequência Pedro Nunes afasta-se deste acordo e ajusta apenas o preço do seu trabalho pessoal, dos materiais empregues e dos salários de seus colaboradores. Requesens acaba por pagar o trabalho de douramento directamente a Gabriel Alemany.
O Políptico da Santa Cruz foi infelizmente restaurado pelo Sr. José  Arbuniés com inadequadas camadas de verniz por ocasião de uma exposição realizada em 1941 no Palácio da Virreina em Barcelona.:254